# Jacques Vistel
Jacques Vistel, né le 20 janvier 1940 à Sainte-Colombe (Rhône) et mort le 14 janvier 2017 à Paris, est un haut fonctionnaire français.

## Biographie
Né le 20 janvier 1940 à Sainte-Colombe, Jacques Vistel est le fils d'Alban Vistel. Il est licencié en droit, diplômé de l'École des hautes études commerciales de Paris et ancien élève de l'École nationale d'administration (promotion Montesquieu).
Il intègre le Conseil d'État à sa sortie de l'ENA, où il est auditeur (1966), puis maître des requêtes (1973).
Il est directeur adjoint des Musées de France de 1978 à 1982. En 1985-1986, il est à la tête de RFO. En 1993, il dépose auprès du gouvernement un rapport sur le métier de journaliste. Après avoir présidé le musée Rodin, il est nommé à la tête de la Fondation Giacometti en 1999. Entre 2000 et 2002, il dirige le cabinet de Catherine Tasca, ministre de la Culture.
Président d'honneur de la Fondation de la Résistance,, il meurt le 14 janvier 2017 dans le 7e arrondissement de Paris.

## Ouvrage
- Avec Guy Scarpetta (préf. Andrée Putman), Le Festival d'automne de Michel Guy, Paris, Le Regard, 1992  (ISBN 2-903370-77-X).